# دوج (قاعدة بيانات)
دوج (بالفرنسية: Documentation en Gestion des Entreprises) هي قاعدة بيانات ببليوجرافية أكاديمية، يحتفظ بها المركز الوطني الفرنسي للبحث العلمي بالتعاون مع شبكة المعلومات لإدارة الأعمال، تحت إشراف المعهد الأوروبي للبيانات المالية، وقسم العلوم الإنسانية والاجتماعية التابع للمركز الوطني. تغطي قاعدة بيانات دوج المستندات البحثية في جميع جوانب إدارة الأعمال مع التركيز الخاص على الأدب الأوروبي.

## أنظر أيضاً
- صفحة قاعدة بيانات دوج الرسمية
- معهد المعلومات العلمية والتقنية ( الموقع الرسمي )
- الصفحة الرئيسية للمعهد الأوروبي للبيانات المالية